# Gamma Arietis
Désignations
γ1 Ari : HR 545, HD 11502, SAO 92680, GC 2290, WDS 01535 +1918B

Gamma Arietis (γ Ari / γ Arietis) est dans la Désignation de Bayer une étoile binaire de la constellation du Bélier. Elle est située à 204 années-lumière du Soleil.
Le système est composé d'une étoile binaire dont les composantes sont séparées par une distance angulaire de 7,7 arcsecondes (résolubles avec un petit télescope). Ces deux composantes sont des étoiles blanches de type A de la séquence principale et ont une magnitude apparente de +4,75 et de +4,83. La plus brillante est appelée γ2 Arietis et la plus faible γ¹ Arietis. La période orbitale de la binaire est supérieure à 5000 ans. Il existe également une étoile désignée C, qui est une étoile de magnitude +8,6 et de type K située à 221 arcsecondes.
La composante la plus brillante, γ2 Arietis, est classée comme variable de type Alpha2 Canum Venaticorum et sa luminosité varie de 0,04 magnitude sur une période de 2,61 jours.

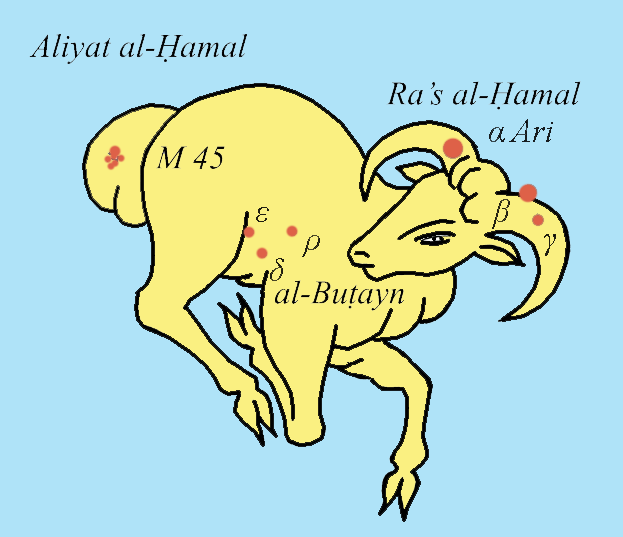
La figure de الحمل al-Ḥamal, « l'Agneau », dans le ciel arabe traditionnel.

## Nomenclature et histoire

### Du ciel traditionnel arabe à l'UAI
Mesarthim est aujourd’hui le nom approuvé pour γ Ari par l’Union astronomique internationale (UAI). À l'origine, Mesarthim partageait le même nom que Beta Arietis issu de l’arabe الشرطان al-Šaraṭān, littéralement « les Deux Marques » dans le ciel arabe traditionnel, c’est-à-dire le ciel formé avant l’adoption du système grec par les astronomes arabes au IXe siècle,. 

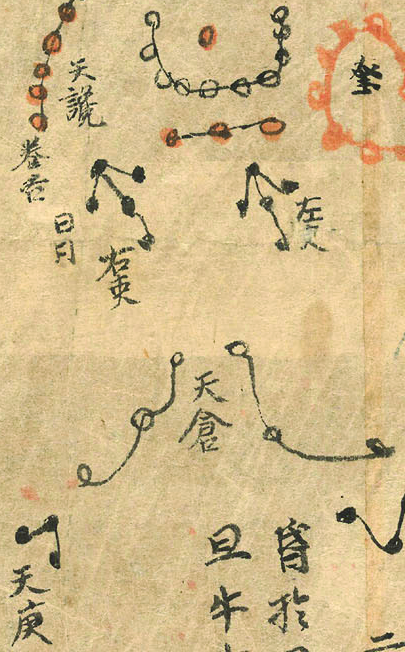
Les constellations (星官 xīng guān) de 婁 Lóu, sur la Carte de Dunhuang (ca. 649-684). Les 3 étoiles 婁 Lóu, comme celles du石氏星经 Shí shì xīng jīn, « le Canon astral de Maître Shí », y sont indiquées en rouge.

Apparu dans l'Uranometria de Johann Bayer (1603), cette appellation est une transcription altérée et reconstruite par les philologues de la Renaissance du nom de la 1re des Manāzil al-qamar ou « stations lunaires », à savoir l'arabe الشرطان al-Šaraṭān, littéralement « les Deux Marques [de l’entrée de l’équinoxe] », soit le point vernal au début de notre ère.
Comme il était de mise à cette époque, on pensait que la langue mère, celle dans laquelle Dieu s’était adressé aux hommes, était l’hébreu et que les autres langues en étaient dérivées, Johann Bayer s’enquit de l'origine du supposé nom hébraïque Sartai, arrivé par les textes médiévaux, et un ami lui suggéra que l'hébreu mesarthim, « serviteurs », ferait l’affaire. C’est finalement ce nom qu’il a adopté et qui est passé après lui dans les catalogues,.

### En Chine
娄宿二 Lóu xiù èr est, dans l’astronomie chinoise, le nom de γ Ari, soit la 2e étoile (星xīng) de la constellation (星官 xīng guān) formée sur le de 婁 Lóu, « le Parc des bêtes (vaches ou brebis) destinées au sacrifice », et correspond au groupe βγα Ari dans le 石氏星经 Shí shì xīng jīn, « le Canon astral de Maître Shí », c’est-à-dire l'école astronomique de Shi Shen (ca. 350 av. è. c.).